# 皮埃尔·诺尔·亚历克西
皮埃尔·诺尔·亚历克西（法語：Pierre Nord Alexis，法語發音：[pjɛʁ nɔʁ alɛksi]；1820年8月2日—1910年5月1日），海地政治家，曾在1902年12月21日至1908年12月2日出任海地總統。

## 早期生活
他父親是亨利·克里斯多夫時期的高級官員，在19世紀30年代亚历克西從軍，擔席總統與他總統岳丈讓-路易·皮埃羅的侍從官。

## 生涯
在隨後的幾年裡，他經歷了動盪的職業生涯：他於1874年被流放，但在皮埃尔·狄奥马·布瓦龍-卡纳尔時被允許返回海地，在利西于·萨洛蒙時成為反對派領袖，後被判入獄，但在入獄前萨洛蒙被推翻，弗洛维尔·伊波利特上台之后，亚历克西被命为海地北部军队的总指挥。蒂雷西亚·西蒙·萨姆辭職后，他便抵制文人昂特諾爾·菲爾曼向太子港的進軍，努力抓住政府的控制權。
新總統卡纳尔是他的老戰友，任命亞歷克西為戰爭部長化解總統和菲爾曼之間緊張局勢。忠於菲爾曼的軍隊終於敗在太子港，留下的只有兩個據點，聖馬克和戈納伊夫。亞歷克西在佔優勢的情況下與美國進行談判，並宣布自己支持美國在加勒比地區的利益。美國的回應是在仍然忠於菲爾曼的兩個中心施加海上封鎖，為亞歷克西抓住政府控制權鋪平了道路。在美国的主持下，亚历克西一方开始与菲尔曼谈判，美国还借此希望在海地的圣马克设立军事基地并由美国政府接管，但遭到了拒绝。德国军舰也介入了这次叛乱，向太子港开炮。迫使一艘伏击过德国商船的叛军船只的船长炸毁船只以避免被俘。

## 總統
他在82歲時成為海地總統，成功地在未來六年保持權力，并加强了对公共基础设施的建设，他在任前两年内，太子港和海地的司法系统得以重建，并且在1904年花费巨资举行海地独立100年庆典仪式。但在1908年1月宣布自己為終身總統引起叛亂，儘管起義被粉碎，但這加劇了該國現有的經濟問題。在同年南部的飢荒導致暴力的糧食騷亂和一個新的叛亂，這次由南方將領弗朗索瓦·C·安托万·西蒙領導。

## 流亡
在1908年12月2日，亚历克西與他的家人流亡牙買加，並在美國新奧爾良落腳，在1910年5月1日死在牙買加。